# Banlieue 13
Banlieue 13 è un film del 2004 diretto da Pierre Morel, prodotto da Luc Besson. Nel 2009 ne è stato girato un seguito, Banlieue 13 Ultimatum diretto da Patrick Alessandrin e prodotto sempre da Luc Besson. David Belle, cofondatore del parkour, compare come protagonista. Nel 2013 il film ha avuto un remake di produzione franco-canadese, Brick Mansions, dove David Belle viene affiancato dall'attore Paul Walker.

## Trama
Parigi, 2010. Un muro d'isolamento circonda il ghetto della periferia, il quartiere 13 (in francese Banlieue, ovvero l'area periferica dei grandi agglomerati urbani francesi). Leïto, cercando di arginare il problema dello spaccio di droga, ruba una grossa partita di eroina al boss locale - Taha. Questi manda quindi i suoi scagnozzi, guidati dal grosso K2, a riprendere la droga e catturare Leïto.
Grazie alle tecniche atletiche del parkour e del free running, quest'ultimo riesce a sfuggire alla cattura saltando tra i palazzi del quartiere. Taha, infuriato, fa quindi catturare la giovane sorella di Leïto, Lola, che lavora come cassiera in un supermercato. Il giovane atleta corre quindi a riprendersela e dopo aver preso di sorpresa il boss, puntandogli un pugnale alla gola, assieme alla sorella si fa scortare fuori dal palazzo di Taha, sede dei suoi loschi affari.
Sempre puntandogli il pugnale alla gola e inseguito in macchina dalle guardie del criminale, raggiunge l'ultimo posto di polizia rimasto nel quartiere e consegna Taha al commissario lì presente, fornendogli come prove dell'incriminazione cinque chili di eroina sottratti al boss. Il commissario, intimidito dal potere di Taha e dai numerosi suoi uomini appostati fuori dal centro di polizia, preferisce far arrestare Leïto e lasciare libero il criminale permettendogli di portare con sé Lola per farne la sua schiava. Il commissario si scusa con Leïto asserendo che sta per andare in pensione e vuole cercare di tirarsi via dai guai. Leïto gli urla che avrebbe dovuto salvare la sorella, poiché lui è già morto. Gli afferra quindi la testa e gliela fracassa con una ginocchiata, uccidendolo.
Sei mesi dopo il capitano di polizia Damien Tomaso, al termine di una delicata operazione di polizia, viene informato dai suoi superiori che è stato rubato un ordigno molto potente e che, essendo stato accidentalmente attivato, restano solo 23 ore per recuperarlo e disinnescarlo. La bomba si trova nel quartiere 13. Damien non conosce il quartiere, e per poterci entrare e potersi muovere ha bisogno di qualcuno che lo conosca bene. Si fa quindi arrestare e, sotto copertura, fa evadere Leïto raccontandogli di essere anche lui un criminale che ha perso la famiglia a causa di Taha e che si vuole vendicare.
Leïto capisce in fretta che Damien è un poliziotto, ma questi riesce a convincerlo a farsi aiutare raccontandogli della bomba, rubata proprio da Taha. Damien ha un piano per raggiungere la bomba: far distrarre gli uomini del boss da Leïto mentre lui si reca all'ordigno. Leïto però preferisce andare direttamente da Taha, asserendo che questi avrebbe certamente scoperto il piano di Damien. Arrivati quindi dal boss, questi gli chiede di trattare e si accordano per un riscatto della bomba di 20 milioni di euro, che però il governo non vuole pagare. Leïto e Damien quindi scappano dal palazzo di Taha inseguiti dalle guardie cercando di raggiungere il tetto di un altro edificio, su cui è posta la bomba, in procinto di essere lanciata sullo Champs-Élysées in centro a Parigi. Intanto, ai piedi del razzo è incatenata Lola, che in quei sei mesi era stata ridotta ad un animale, tenuta calma da continue iniezioni di eroina. Ella, pur essendo incatenata, riesce con le gambe ad afferrare una tanica di benzina e a versarla sotto il razzo per cercare di dargli fuoco e fermarlo.
Intanto il governo risale ai vari conti correnti di Taha in giro per il mondo e bloccandoglieli il boss si ritrova senza soldi per pagare le sue guardie, che gli si rivoltano contro, uccidendolo. K2 prende quindi il potere. Leïto e Damien vengono raggiunti dalle guardie proprio alla base del palazzo sul cui tetto si trovano Lola e la bomba e, raggiunti da K2, si accordano perché i due possano salire a disinnescare la bomba. Prima di arrivare sul tetto Leïto e Damien devono affrontare lo Yeti, un gigantesco lottatore di Sumo ancora fedele a Taha. Dopo averlo sconfitto riescono a fermare appena in tempo Lola dal dare fuoco alla bomba e morire carbonizzata con essa, mentre Damien telefona a Krüger, il suo superiore, per farsi dare il codice di disinnesco dell'ordigno. Il codice è 92930709B13. 9293, esattamente come il numero civico del palazzo, 0709, 7 settembre cioè giorno e mese in cui si trovano e B13, come il quartiere.
Leïto, che già aveva dei dubbi riguardo al curioso smarrimento della bomba proprio nel quartiere più pericoloso della città, cerca di far ragionare Damien. Infatti, secondo Leïto, il codice da inserire la farebbe esplodere. Sarebbe quindi una mossa del governo, che per fermare una volta per tutte la criminalità di un quartiere che costa ogni giorno di più, sarebbe disposto a cancellare due milioni di persone. Damien, incredulo e non convinto che il proprio governo sia criminale, si scontra con Leïto. I due lottano finché il conteggio non si ferma, non succedendo niente. Damien aiuta quindi Leïto e Lola a portare di sotto la bomba. Al pian terreno K2 è contento di vederli e li lascia andare, non avendo motivo di fermarli e volendosi sbarazzare in fretta della bomba inesplosa.
Al quartier generale del governo, Krüger si domanda perché la bomba non sia esplosa cancellando il quartiere. Proprio in quel momento arrivano Leïto e Damien con l'ordigno. Minacciando di farlo detonare riescono a far confessare Krüger, registrando tutte le sue parole e trasmettendole poi in televisione a reti unificate, insieme con le immagini riprese da un operatore appostato sui tetti. Alla fine Leïto e Lola torneranno nel quartiere finalmente riaperto ai posti di blocco della polizia, alle scuole, e alle varie istituzioni.

## Produzione
La scena del parkour è composta da una serie di sequenze acrobatiche girate in totale assenza di stuntman, fili di sospensione o computer grafica. A causa di ciò vennero fatte alcune critiche in comparazione con il film thailandese Ong-Bak - Nato per combattere.

### Personaggi
- Leïto (David Belle): abitante della Banlieue recintata. Abile atleta di parkour, cerca di fermare lo spaccio di droga nel quartiere e di riportare dignità ai suoi abitanti.
- Damien Tomaso (Cyril Raffaelli): capitano di polizia, viene mandato nella Banlieue per recuperare la bomba rubata.
- K2 (Tony D'Amario): braccio destro di Taha, ne prenderà il posto alla morte.
- Lola (Dany Verissimo): sorella di Leïto, viene rapita da Taha e seviziata con continue dosi di eroina.
- Taha (Larbi Naceri): capo delle bande criminali, le gang, del quartiere. Detiene lo spaccio di droga ed entra in possesso della bomba rubata.
- Corsini (Nicolas Woirion): uomo del governo, dirige l'operazione di Damien nel recuperare la bomba.
- Colonnello (Patrick Olivier): superiore di Damien, ingannato da Corsini convince il capitano ad accettare l'incarico.

## Distribuzione
Il film è stato distribuito da Europa Corp. per il territorio francese a partire dal 10 novembre del 2004. Due anni dopo, nel 2006, la Magnolia Pictures distribuisce la pellicola nelle sale statunitensi e canadesi. In Italia il film viene distribuito da 01 Distribution direttamente per il mercato home video, arrivando in televisione nel giugno 2010 su Rai 4.

### Accoglienza
Banlieue 13 ha ricevuto parecchie critiche positive e detiene una percentuale dell'81% di preferenze su 108 recensioni di Rotten Tomatoes.

## Colonna sonora
Tutte le musiche sono state composte e interpretate dal compositore francese Da Octopuss. Sono inoltre presenti alcuni brani di genere Rap e Hip Hop di altri autori:
- Hip Hop supermarché (Fred Dudouet, Frank Mantegarl, Ismaila Dlop)
- Fin de mission casino (Fred Dudouet, Frank Mantegarl, Ismaila Dlop)
- Hip Hop kidnapping bombe (Fred Dudouet, Frank Mantegarl, Ismaila Dlop)
- Cuban calor (Atahiya, Itshy Tendai)
- Sté éléctro 2 (Street Fabulous)
- Heroes and Champagne (Aymeric Beguin, Cécile Caduteau)
- Résistant (Irons Sy, D. Roques)

## Sequel
Le riprese del seguito, originariamente titolato Banlieue 14, iniziarono nell'agosto 2008 a Belgrado, in Serbia e durarono fino all'ottobre dello stesso anno. David Belle e Cyril Raffaelli riprendono i loro ruoli di Leïto e Damien. Il film venne diretto da Patrick Alessandrin con Luc Besson sempre alla produzione e sceneggiatura. Il titolo del film venne poi ufficialmente cambiato in post produzione in Banlieue 13 Ultimatum. Uscì nelle sale cinematografiche francesi il 18 febbraio 2009 e in quelle inglesi il 2 ottobre, in Italia è stato trasmesso da Rai 4.